# Coiot
El coiot (Canis latrans) és una espècie de mamífer de la família dels cànids originari de Nord-amèrica. És més petit que el seu parent proper, el llop, i ocupa un nínxol ecològic comparable al del xacal comú a Euràsia.
La Unió Internacional per a la Conservació de la Natura (UICN) el classifica com a espècie en «risc mínim» per la seva extensa distribució i gran abundància a Nord-amèrica. Les poblacions de coiots també són força nombroses a Centreamèrica. Es tracta d'una espècie flexible i capaç d'adaptar-se a medis modificats per l'acció humana. La seva distribució creix actualment cap a les zones urbanes de l'est dels Estats Units i el Canadà. El 2013 es produí la primera observació d'un coiot a l'est de Panamà, és a dir, a l'altra banda del canal de Panamà.
Se'n reconeixen 19 subespècies. Els mascles pesen 8-20 kg, mentre que les femelles tenen un pes de 7-18 kg. El pelatge és de color gris clar i vermell o falb barrejat amb blanc i negre, tot i que varia una mica d'una regió a l'altra. Els coiots tenen una organització social molt flexible i poden viure o bé en grups familiars o bé en bandades poc estables formades per individus que no estan emparentats. Són majoritàriament carnívors i s'alimenten principalment de cérvols, conills, llebres, rosegadors, ocells, rèptils, amfibis, peixos i invertebrats, juntament amb el consum ocasional de fruita i verdura. El seu so més característic és l'udol dels individus solitaris. Els éssers humans són la principal amenaça per a la seva supervivència, seguits pels pumes i els llops. Això no impedeix que de vegades els coiots es reprodueixin amb llops grisos, algonquins o vermells, amb els quals engendren coiots híbrids.
El seu nom ve de la paraula nàhuatl cóyotl (IPA /ˈkɔ.jɔtɬ/).

## Descripció
Fa menys de 60 cm d'altura. Pot pesar entre 10 i 25 kg i el seu pes mitjà s'acosta als 15 kg. El seu color varia des del gris fins al canyella, de vegades amb un tint vermellós. Les orelles i el musell semblen llargs amb relació a la grandària del seu cap. Pot ser identificat per la seva cua espessa i ampla que, sovint, duu prop del sòl. Pel seu aspecte esvelt es pot distingir del seu parent major, el llop gris, que pot pesar de 35 a 60 kg. És un animal molt prim i pot semblar desnodrit a primera vista encara que gaudeixi de bona salut.

## Ecologia
Habita Belize, el Canadà, Costa Rica, El Salvador, Guatemala, Hondures, Mèxic, Nicaragua, Panamà i els Estats Units. Malgrat haver estat intensament caçat, el coiot és un dels pocs animals grossos que han ampliat el seu hàbitat des de l'arribada dels europeus a Amèrica: ha ocupat àrees de Nord-amèrica prèviament habitades pels llops, ja que s'ha pogut adaptar al consum d'escombraries i animals domèstics.
Pot viure fins a 10 anys en estat salvatge i 18 en captivitat.
Viu i caça o sol o en parelles monògames. Menja mamífers petits, especialment musaranyes, talpons i conills, així com petits insectes. És omnívor, i adapta la seva dieta a les fonts disponibles, incloent-hi fruites, herbes i altres vegetals. Al Parc Nacional de Yellowstone, abans de la reintroducció del llop, començaren a ocupar el nínxol ecològic d'aquest, caçant en gossades per a abatre preses de caça major.
L'aparellament és per a tota la vida i el coit ocorre al voltant del mes de febrer. Té ventrades de 4-6 cadells a finals d'abril o començaments de maig. Ambdós pares —i a vegades els exemplars joves, nascuts l'any anterior i que encara no han abandonat el cau familiar— ajuden a alimentar els cadells. A les tres setmanes d'edat, aquests, surten del cau sota la vigilància dels seus pares. Quan arriben a vuit-dotze setmanes d'edat els seus pares els ensenyen a caçar. Les famílies romanen juntes al llarg de l'estiu, però els joves parteixen a buscar els seus propis territoris cap a la tardor. Solen traslladar-se a unes deu milles de distància. Els joves maduren sexualment a l'any d'edat.
És molt més comú escoltar un coiot que veure'l. Els sons que fan els coiots són aguts i són descrits com a udols, xiscles o lladrucs. Aquests sons poden ser una nota llarga que puja i que cau (un udol) o una sèrie de notes curtes (un «xiscle») i se senten, en general, al crepuscle o a la nit, i amb menys freqüència durant el dia. Encara que els seus udols es realitzen tot l'any, són més comuns durant l'estació d'acoblament de la primavera i durant la tardor, quan els cadells abandonen les seves famílies per a establir territoris nous. Els seus udols enganyen: pot semblar que el coiot està en un lloc quan, realment, està en un altre indret.

## Taxonomia
Es reconeixen una vintena de subespècies de coiot:
- Canis latrans cagottis (C. E. H. Smith, 1839)[4][5] habita a Mèxic: Oaxaca, San Luis Potosí, Veracruz i, probablement també, Nuevo León i el sud de Tamaulipas.[6]
- Canis latrans (Elliot, 1903)[7] és una subespècie del coiot (Canis latrans)[8] que habita al nord de Baixa Califòrnia i el sud-oest de Califòrnia (Estats Units).[6]
- Canis latrans dickeyi és una subespècie del coiot (Canis latrans).[9] Habita El Salvador.[10]
- Canis latrans frustror (Woodhouse, 1851)[11][12] habita a Kansas, Oklahoma, Texas, Missouri i Arkansas.[6]
- Canis latrans goldmani (Merriam, 1904)[13][14] habita a Belize.[10]
- Canis latrans harriscrooki †
- Canis latrans hondurensis (Goldman, 1936)[15][16] habita a Hondures.[10]
- Canis latrans impavidus (J. A. Allen, 1903)[17][18] habita al sud de l'estat de Sonora, el sud-oest de Chihuahua, l'oest de Durango, l'oest de l'estat de Zacatecas i Sinaloa.[6]
- Canis latrans incolatus (Hall, 1934)[19][20] habita al Canadà (el Yukon, els Territoris del Nord-Oest, el nord de la Colúmbia Britànica i el nord d'Alberta) i els Estats Units (Alaska).[6]
- Canis latrans jamesi (Townsend, 1912)[21][22] habita a l'illa Tiburón (Baixa Califòrnia, Mèxic).[6]
- Canis latrans latrans (Say, 1823)[23][24] habita al Canadà (el sud-est d'Alberta, el sud de Saskatchewan i l'extrem sud-occidental de Manitoba) i els Estats Units (Montana, Wyoming, Colorado, el nord-est de Nou Mèxic, Dakota del Nord, el nord-oest d'Oklahoma i el nord de Texas).[6]
- Canis latrans lestes (Merriam, 1897)[25][26] habita al Canadà (el sud de la Colúmbia Britànica i el sud-est d'Alberta) i els Estats Units (Oregon, Washington, el nord de Califòrnia, Idaho, l'oest de Montana, Wyoming, Colorado, Nevada i Utah).[6]
- Canis latrans mearnsi (Merriam, 1897)[27][28] habita al sud-oest de Colorado, l'extrem meridional de Utah i Nevada, el sud-est de Califòrnia, el nord-est de Baixa Califòrnia, Arizona, l'oest del Río Bravo a Nou Mèxic, Sonora i Chihuahua.[6]
- Canis latrans microdon (Merriam, 1897)[29][30] habita a l'extrem meridional de Texas i el nord de Tamaulipas (Mèxic).[6]
- Canis latrans ochropus (Eschscholtz, 1829)[31][32] habita a Nord-amèrica: l'oest de Sierra Nevada a Califòrnia.[6]
- Canis latrans orcutti †
- Canis latrans peninsulae (Merriam, 1897)[33][34] habita a la Península de Baixa Califòrnia.[6]
- Canis latrans riviveronis †
- Canis latrans texensis (Bailey, 1905)[35][36] habita a l'est de Nou Mèxic i algunes àrees del nord-est de Mèxic.[6]
- Canis latrans thamnos (Jackson, 1949)[37][38] habita al Canadà (Saskatchewan, Manitoba, el sud d'Ontario i l'extrem meridional del Quebec) i els Estats Units (Dakota del Nord, Minnesota, Iowa, Missouri al nord del riu Missouri), Michigan, Wisconsin, Illinois i el nord d'Indiana).[6]
- Canis latrans umpquensis (Jackson, 1949)[39][40] habita a Oregon i Washington.[6]
- Canis latrans vigilis Merriam, 1897[41][42] habita a Jalisco, Michoacán i estat de Guerrero (Mèxic).[6]

## Galeria d'imatges

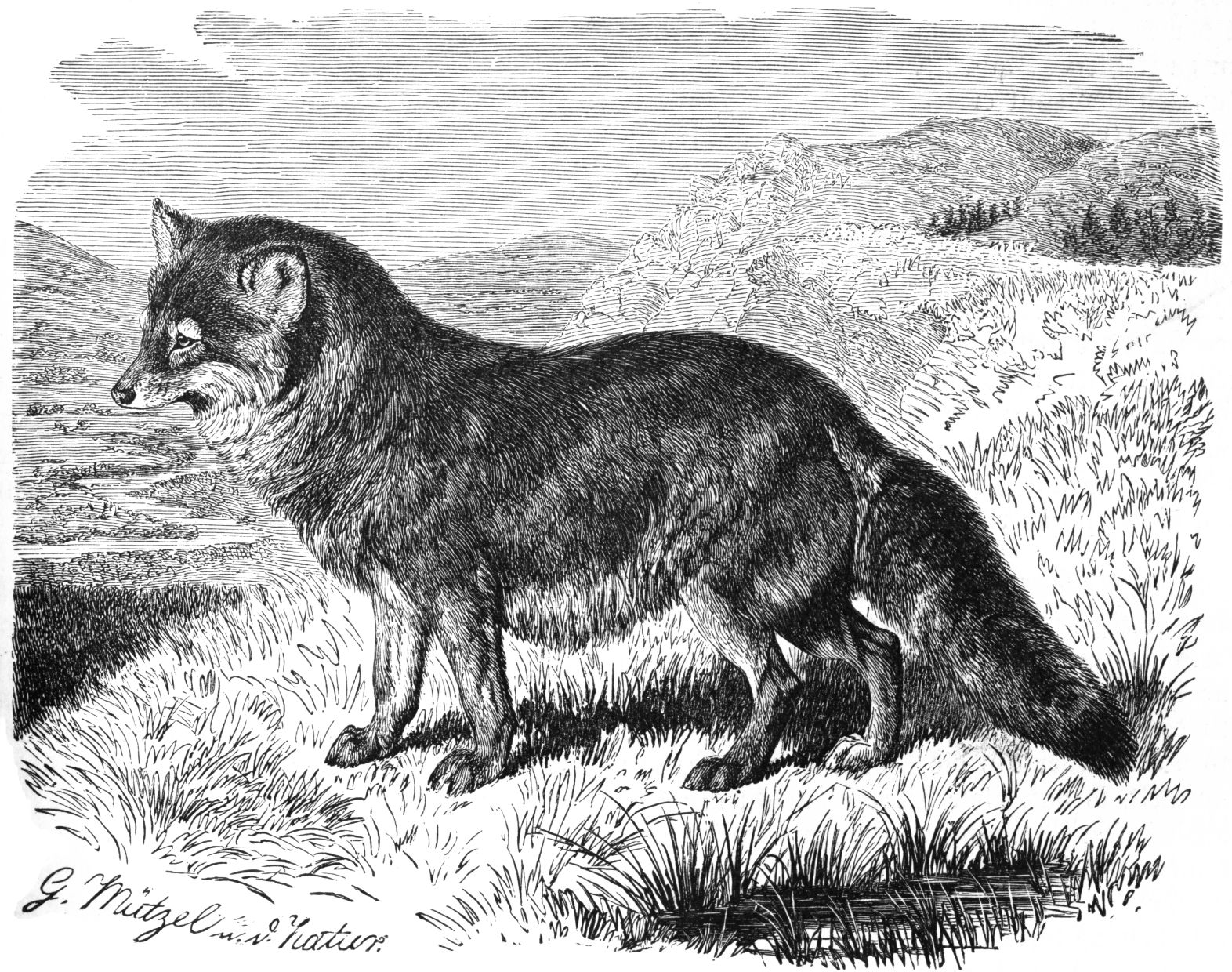
Il·lustració de l'any 1927
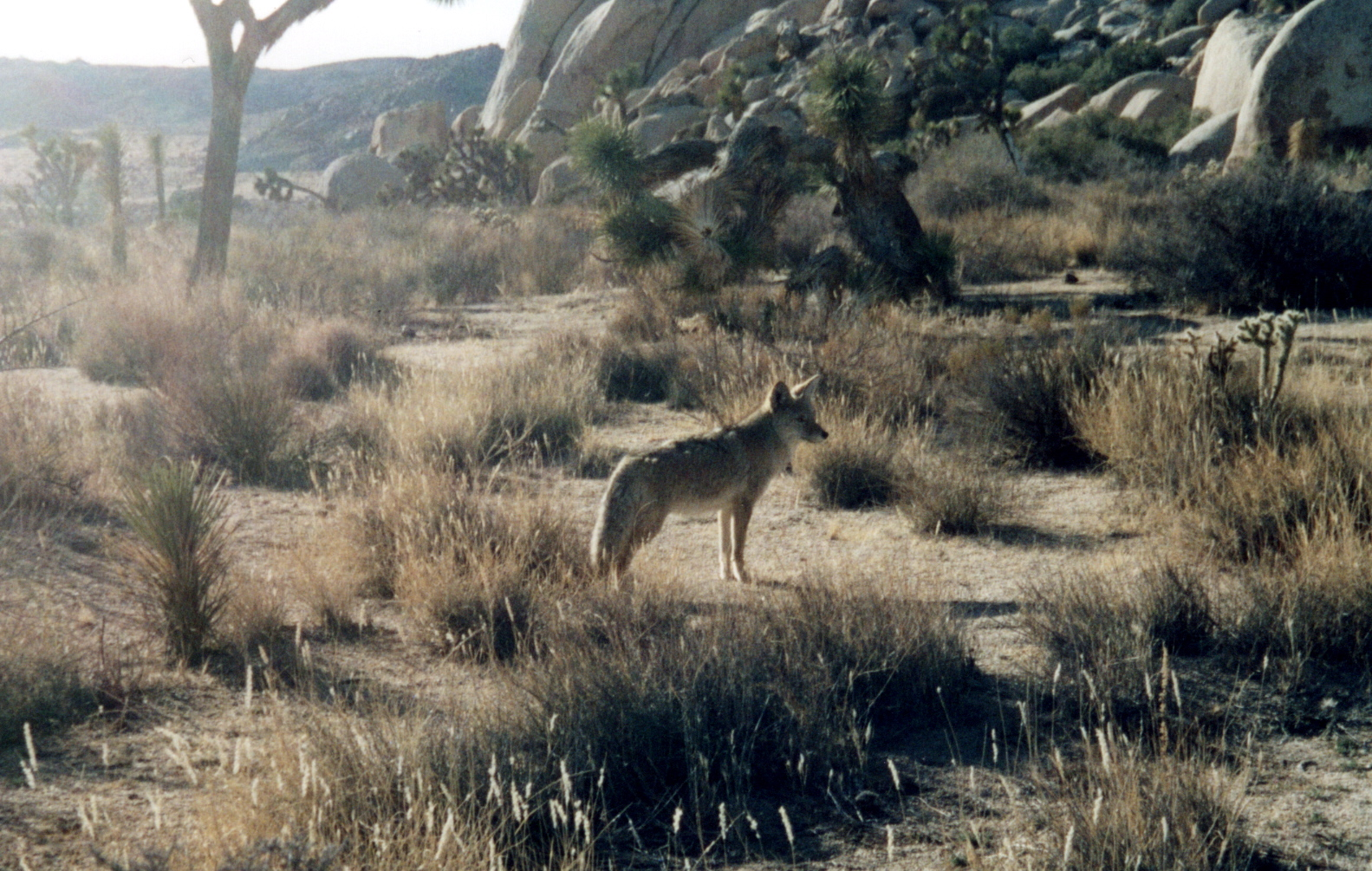
Exemplar fotografiat a Menlo Park (Califòrnia)
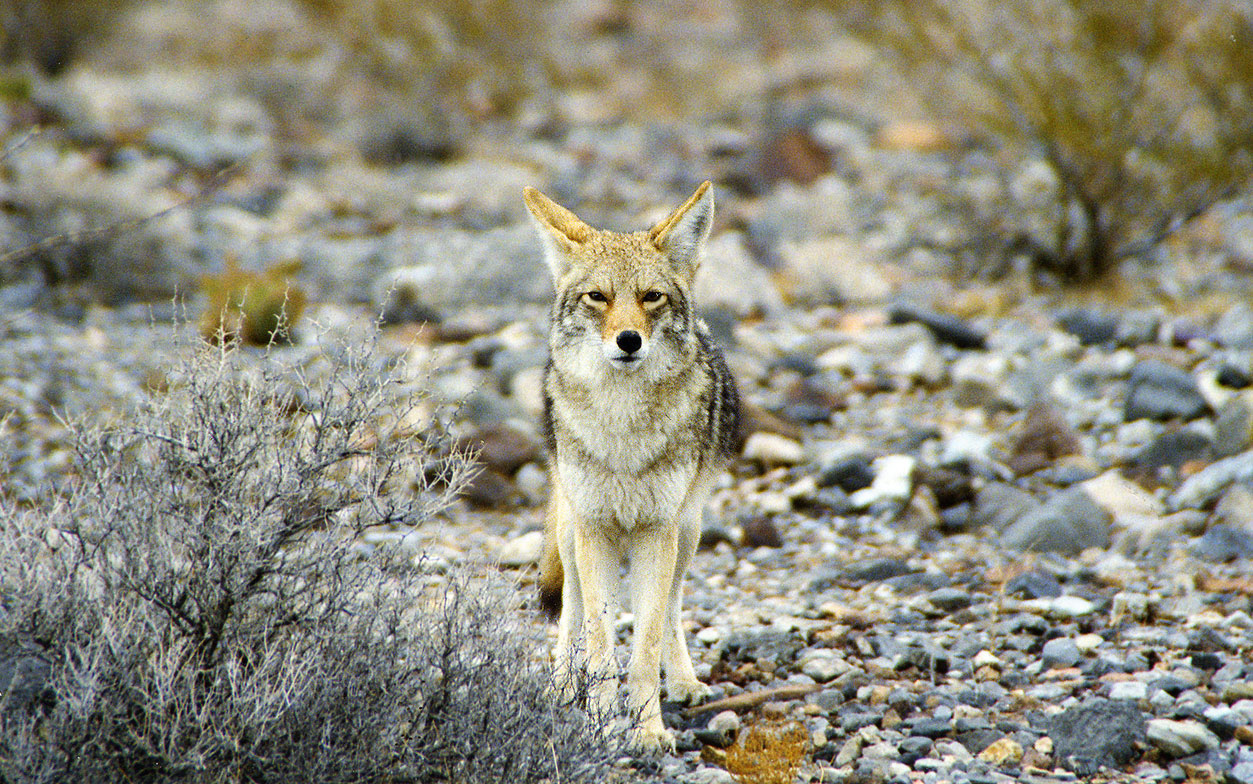
Exemplar fotografiat a Death Valley (Califòrnia, Estats Units)
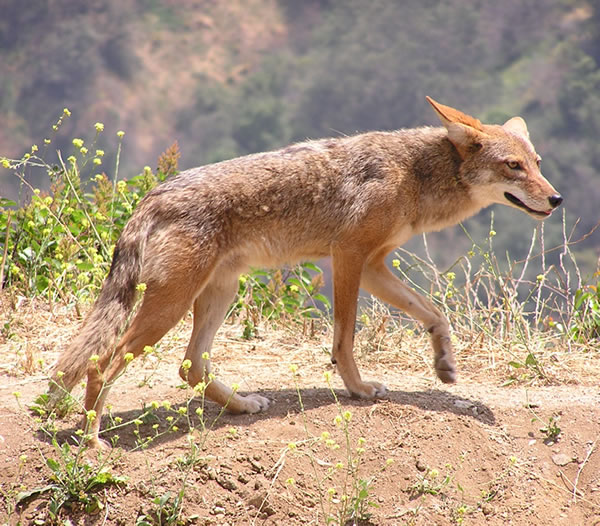
Exemplar fotografiat a Califòrnia (els Estats Units).
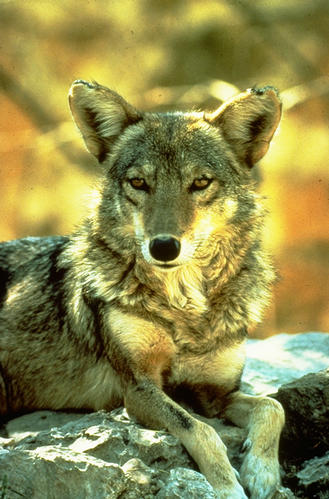
Coiot
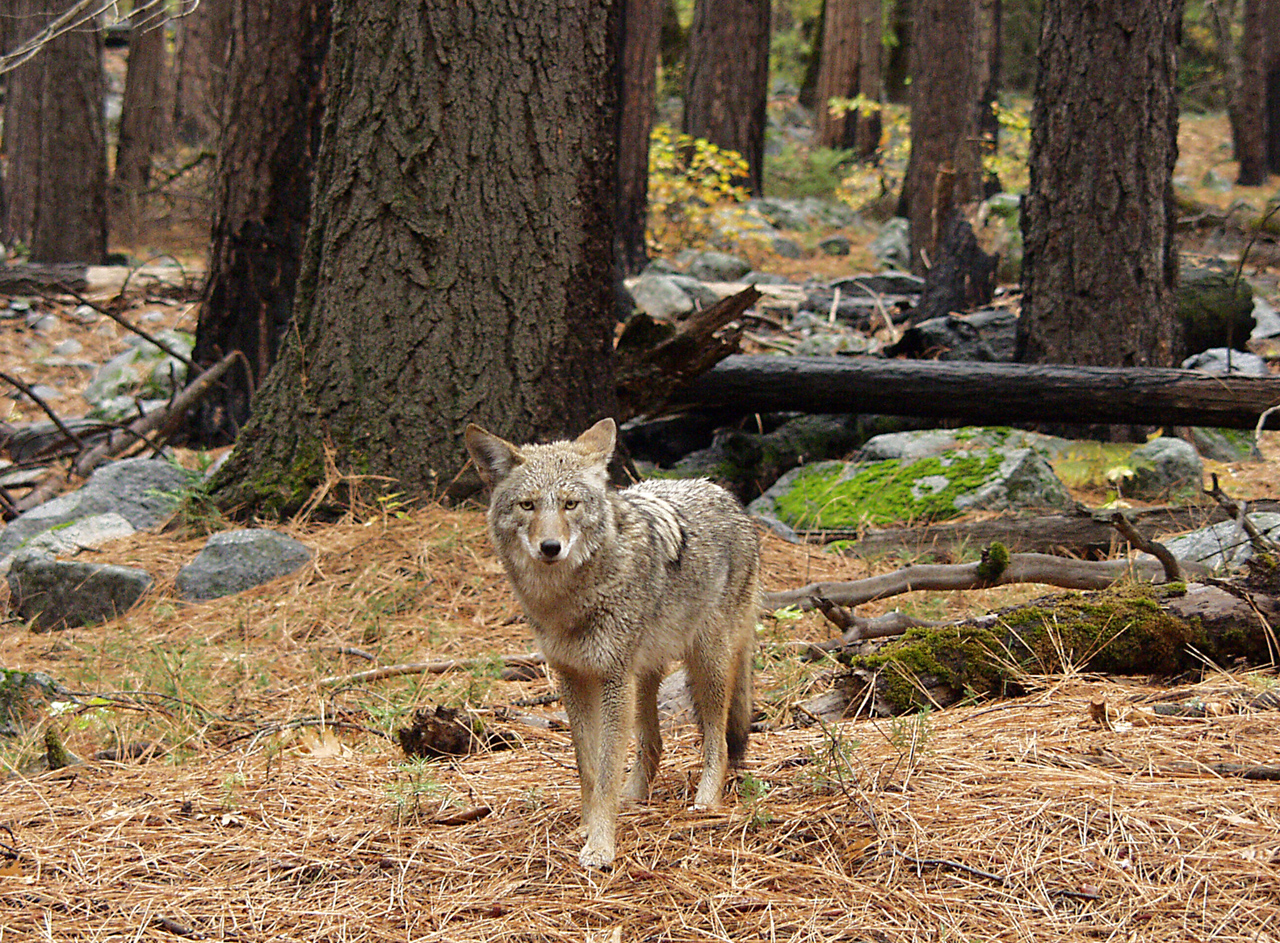
Coiot en un bosc
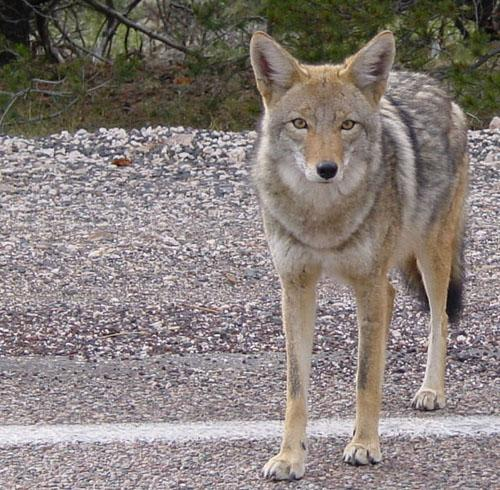
Exemplar fotografiat a Arizona
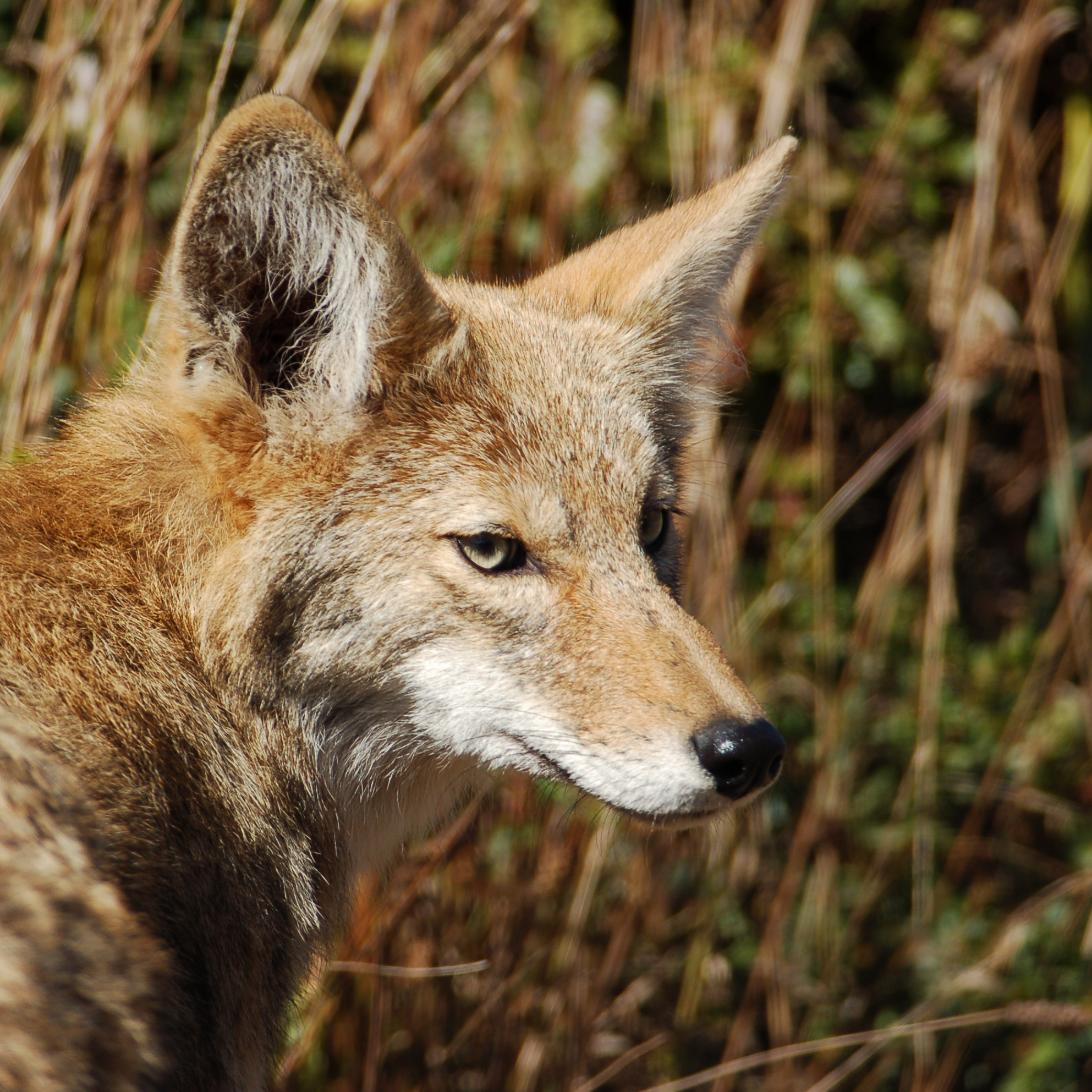
Coiot femella al Golden Gate National Recreation Area, prop de San Francisco
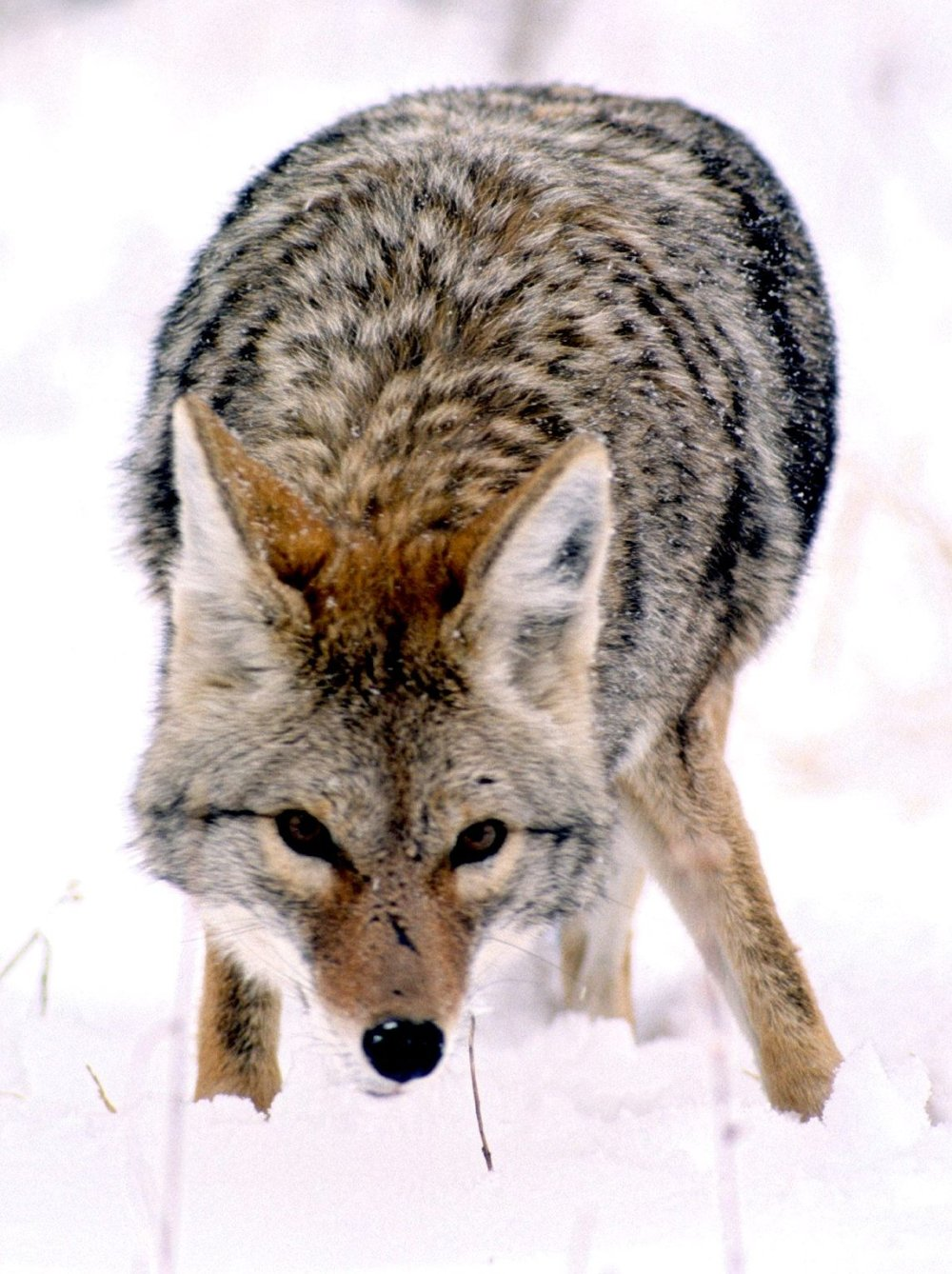
Coiot del Grand Teton National Park